# Silvano Lora
Silvano Lora (n. 17 de julio de 1931 - f. 12 de julio de 2003)  fue un artista plástico de la República Dominicana.
Su obra, influenciada por movimientos como el neorrealismo y el arte povera, es un reflejo de su preocupación social por la condición humana de los marginados en la América Morena.

## Biografía
Estudió desde la edad de 15 años en la Escuela Nacional de las Artes plásticas y en 1951, realizó su primera exposición individual en la Alianza Francesa de Santo Domingo.
Lora presentó su obra en lugares como Sao Paolo(1952), Puerto Rico (1954), España y El Cairo, París (1957-58), Copenhague y Roma (1960), Panamá, Moscú (1985) y Corea entre otros.
Realizó en vida 27 exposiciones individuales y 11 colectivas, abarcando su obra la realización de murales, esculturas y pinturas. Presentó su última individual en 2001.
Fue galardonado en 8.ª. Bienal de Artes plásticas de Santo Domingo, celebrada en 1956 y en la Bienal Hispanoamericana de La Habana.
Durante la Guerra de abril de 1965 mantuvo activo su quehacer cultural a través de grupos como Arte y Liberación. Más tarde, debido a su formación y militancia izquierdista fue por muchos años un exilado político del gobierno de Joaquín Balaguer.
El 12 de julio de 2003 falleció el "Quijote de la Cultura Dominicana" como también se le llamó en vida.

## La bienal marginal
Preocupado por el difícil acceso de ciertas manifestaciones del arte popular a los canales oficiales, Lora fue promotor de proyectos como la Bienal Marginal o Bienal Alternativa, espacio creado para facilitar un intercambio cultural con los sectores marginados.  En dicha bienal se exhibían tanto obras de reconocidos artistas como de artistas populares desconocidos.